# Ponte dell’Accademia

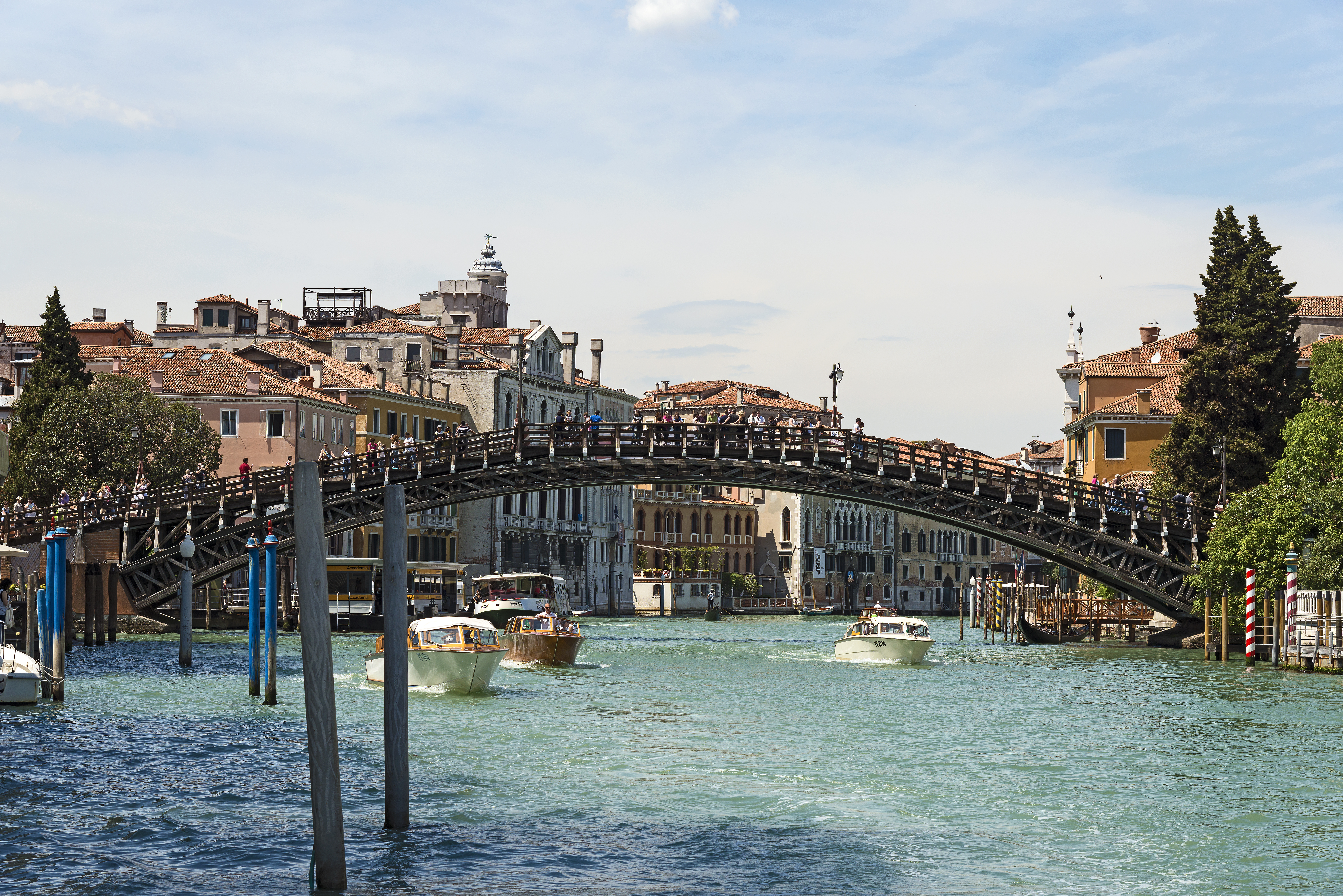
Der Ponte dell’Accademia im Jahr 2015

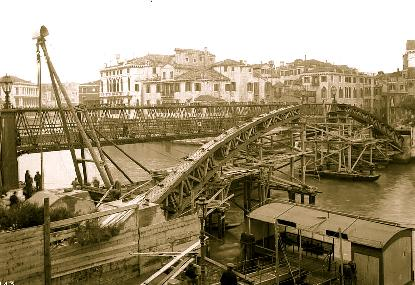
Die neue Brücke entsteht neben der alten, 1933

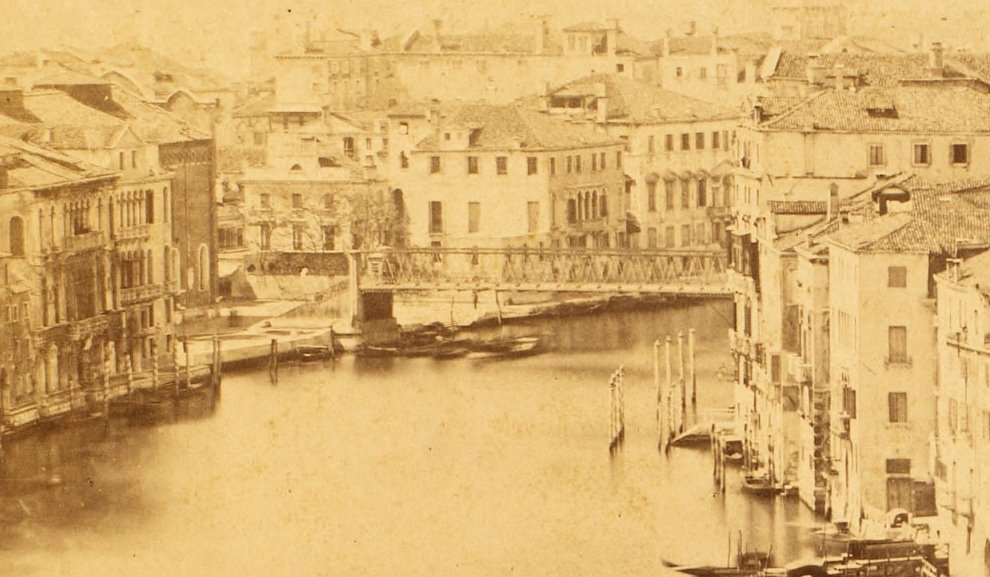
Die erste Brücke auf einer Fotografie von Carlo Naya († 1882)

Die Brücke Ponte dell’Accademia in Venedig überspannt den Canal Grande und verbindet die Einzelinseln Santo Stefano und Accademia, den Campo S. Vidal mit dem Campo della Carità, die Contrade S. Vidal und S. Trovaso, sowie die Sestieri San Marco mit Dorsoduro. Ihren Namen verdankt sie den Gallerie dell’Accademia, der am Campo della Carità liegenden, bedeutendsten Gemäldesammlung Venedigs.
Der Ausblick von der Accademia auf die Kirche Santa Maria della Salute gilt als einer der schönsten der Stadt.

## Geschichte
Es gab schon im 15. Jahrhundert Pläne, an dieser Stelle eine Brücke zu bauen, jedoch erst unter der k.u.k. Verwaltung wurde am 20. November 1854 die nach den Plänen des englischen Ingenieurs Alfred Henry Neville konstruierte Eisenbrücke eröffnet.
Im 20. Jahrhundert wollte man das Relikt einer ungeliebten Besatzungsmacht durch eine Steinbrücke ersetzen. Die Gewinner eines diesbezüglichen Wettbewerbs mussten ihr Projekt jedoch dem Ingenieur Eugenio Miozzi, der auch den Ponte degli Scalzi gebaut hatte, den Vortritt lassen. Die Holzbrücke von Miozzi wurde am 15. Januar 1933 eröffnet und dient der Überquerung des Canal Grande.